# Menhirs de Mescléo
Les menhirs de Mescléo sont deux menhirs situés sur la commune de Moëlan-sur-Mer, dans le département du Finistère en France.

## Historique
Selon Le Men, à la fin du XIXe siècle, trois menhirs étaient visibles mais au début du XXe siècle Paul du Châtellier n'en mentionne plus que deux. Le menhir sud est classé au titre des monuments historiques par arrêté du 27 novembre 1973 mais à l'occasion de son déplacement en bord de route il aurait été « planté à l'envers ».

## Description
Les deux menhirs sont en granite rose. Le menhir sud mesure 2 m de hauteur. Il est de forme trapézoïdale à la base (0,70 m d'épaisseur)  et sa surface est plane côté sud, puis il devient triangulaire à environ 1 m du sol. Le menhir nord est situé à environ 200 m. Il est de forme sensiblement rectangulaire. Il mesure 1,50 m de hauteur.